# Galbaatar Uuganbaatar
Galbaatar Uuganbaatar (Mongools cyrillisch: Галбаатар Ууганбаатар) (Bulgan, 1 december 1988) is een Mongools langebaanschaatser. Hij begon op zijn vijftiende met schaatsen en is in het bezit van alle nationale records van Mongolië, behalve de 500 meter.
Hij nam twee keer deel aan de Aziatische Winterspelen, dit was in 2007 en in 2011. Zijn beste prestaties bij dit toernooi behaalde hij allemaal in 2011, Uuganbaatar eindigde dat jaar namelijk bij alle afstanden, behalve op de massastart, op de negende plaats.
Ook nam hij in 2008, in zijn laatste seizoen als junior, mee aan het Wereldkampioenschap voor junioren. Hierbij eindigde hij op de veertigste plaats in het eindklassement. Verder nam Uuganbaatar al eens deel aan de Wereldbeker op de 1500 en 5000 meter, maar wist hierbij nog geen punten te behalen.
Sinds het begin van het seizoen 2011-2012 maakt Uuganbaatar deel uit van de SportNavigator.nl. Bij deze internationale schaatsploeg hoopt hij de aansluiting te vinden, door middel van meer en betere training, bij de internationale schaatstop. 

## Persoonlijk
Uuganbaatar is getrouwd en heeft een dochter. Hij is naast het schaatsen een fervent tafelvoetballer.

## Persoonlijke records
| Afstand      | Tijd      | Datum            | Baan    |
| ------------ | --------- | ---------------- | ------- |
| 500 meter    | 37,87     | 15 november 2012 | Calgary |
| 1000 meter   | 1.13,83   | 15 november 2012 | Calgary |
| 1500 meter   | 0 1.50,89 | 11 maart 2013    | Calgary |
| 3000 meter   | 0 4.01,58 | 2 november 2013  | Calgary |
| 5000 meter   | 0 6.40,92 | 18 maart 2009    | Calgary |
| 10.000 meter | 14.48,50  | 25 februari 2009 | Harbin  |

## Resultaten
| Jaar | Aziatische Spelen                                  | Wereldbeker | WK junioren          |
| ---- | -------------------------------------------------- | ----------- | -------------------- |
| 2007 | 17e 500m 17e 1000m 14e 1500m 11e 5000m             |             |                      |
| 2008 |                                                    |             | NC40 (43, 43, 40, -) |
| 2009 |                                                    |             |                      |
| 2010 | 0p 1500m 0p 5k/10k                                 |             |                      |
| 2011 | 9e 500m 9e 1500m 9e 5000m 9e 10.000m NF massastart | 0p 5k/10k   |                      |

- = geen deelname
NF = niet gefinisht
0p = wel deelgenomen, maar geen punten behaald
NC# = niet gekwalificeerd voor de laatste afstand, maar wel als # geklasseerd in de eindrangschikking
(#, #, #, #) = afstandspositie op juniorentoernooi (500m, 3000m, 1500m, 5000m)
1. ↑  "Een bloedserieuze cultheld" De NieuwsJager, 5 november 2012